# Kyle Okposo
Kyle Henry Erovre Okposo (* 16. April 1988 in Saint Paul, Minnesota) ist ein ehemaliger US-amerikanischer Eishockeyspieler. Der rechte Flügelstürmer bestritt zwischen 2008 und 2024 über 1000 Partien in der National Hockey League (NHL). Er begann seine Karriere bei den New York Islanders, die ihn im NHL Entry Draft 2006 an siebter Position ausgewählt hatten. Anschließend spielte er für die Buffalo Sabres, die er auch als Kapitän anführte. Letztlich lief er kurzzeitig für die Florida Panthers auf, mit denen er in den Playoffs 2024 den Stanley Cup gewann.

## Karriere

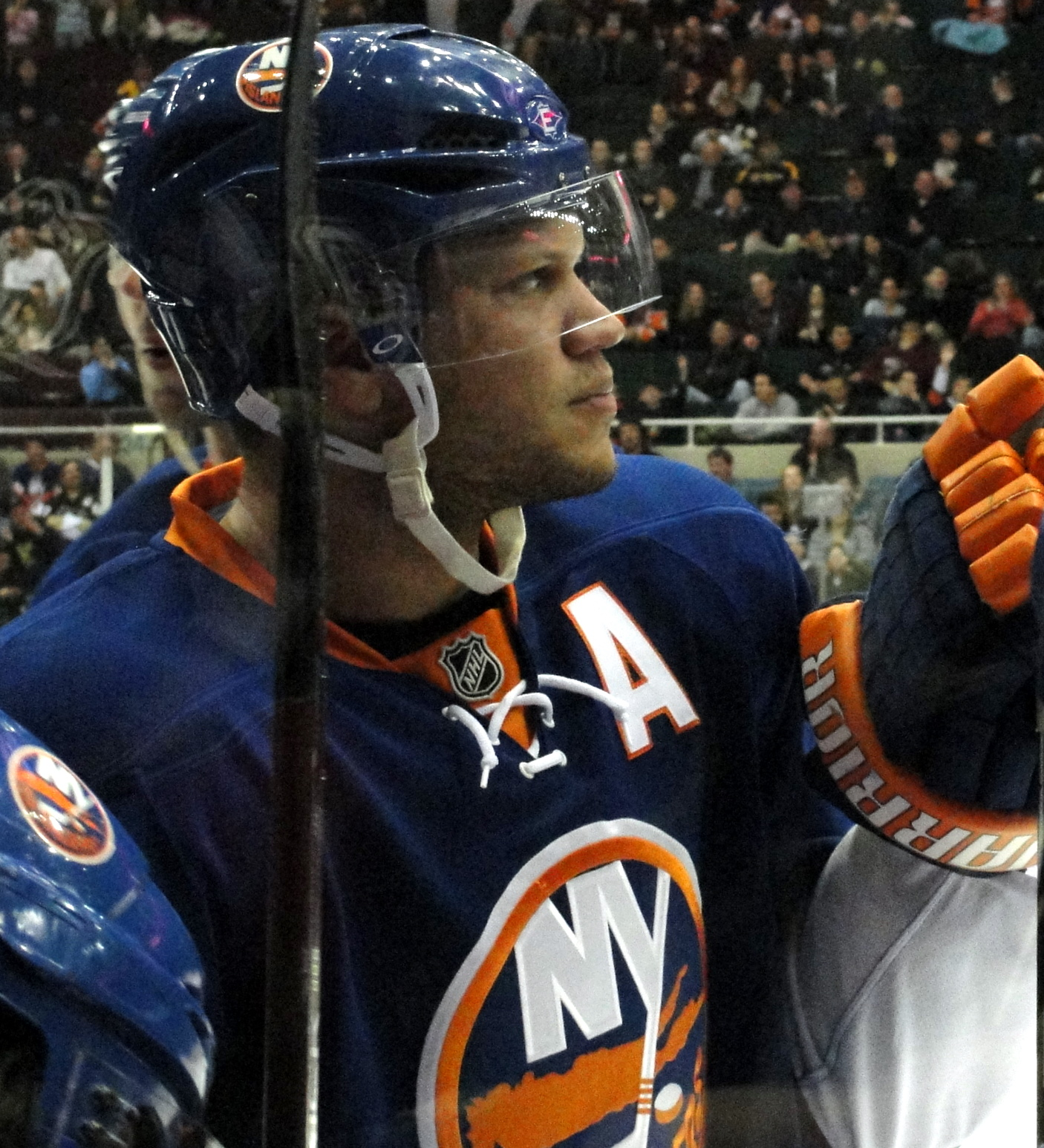
Okposo im Trikot der Islanders (2011)

Kyle Okposo spielte zunächst von 2004 bis 2005 für die Eishockeymannschaft der Shattuck St. Mary’s im High-School-Ligensystem der Vereinigten Staaten. Im Anschluss ging er für die Des Moines Buccaneers aufs Eis, für die er in der Saison 2005/06 in der United States Hockey League aktiv war. Anschließend wurde er im NHL Entry Draft 2006 in der ersten Runde als insgesamt siebter Spieler von den New York Islanders ausgewählt. Zunächst spielte der Angreifer eineinhalb Jahre für die Mannschaft der University of Minnesota, wurde dann während der Saison bei den Bridgeport Sound Tigers in der American Hockey League eingesetzt. Schließlich gab er am Ende der Saison 2007/08 sein Debüt für die Islanders in der National Hockey League. Die Saison 2008/09 verbrachte er komplett bei den Islanders.
Nach acht Jahren in der Organisation der Islanders erhielt Okposo nach der Saison 2015/16 keinen neuen Vertrag in New York, sodass er sich im Juli 2016 als Free Agent den Buffalo Sabres anschloss. Dort unterzeichnete er einen Vertrag über sieben Jahre Laufzeit, der ihm ein Jahresgehalt von 6 Millionen US-Dollar einbringen soll. In Buffalo wurde er im Oktober 2022 zum neuen Mannschaftskapitän ernannt, wobei er die Nachfolge des im November 2021 zu den Vegas Golden Knights gewechselten Jack Eichel antrat. Im November 2023 bestritt Okposo seine insgesamt 1000. Partie der regulären Saison in der NHL.
Nach etwa siebeneinhalb Jahren in Buffalo wurde er zur Trade Deadline im März 2024 im Tausch für Calle Själin und ein konditionales Siebtrunden-Wahlrecht im NHL Entry Draft 2024 an die Florida Panthers abgegeben. In den folgenden Playoffs 2024 zog er mit dem Team ins Finale ein und errang mit einem 4:3-Erfolg über die Edmonton Oilers den ersten Stanley Cup der Franchise-Geschichte.
Nach diesem Erfolg verkündete Okposo im September 2024 das Ende seiner aktiven Karriere, in der er insgesamt 1051 NHL-Partien bestritten und dabei 614 Scorerpunkte verzeichnet hatte.

### International
Für die USA nahm Okposo an den Junioren-Weltmeisterschaften 2007 und 2008 teil. Außerdem spielte er bei den Weltmeisterschaften 2009, 2010 und 2012.

## Erfolge und Auszeichnungen
| - 2006 USHL All-Rookie Team - 2006 USHL First All-Star Team - 2006 USHL Rookie of the Year | - 2007 WCHA All-Rookie Team - 2007 WCHA Second All-Star Team - 2017 NHL All-Star Game |

### International
- 2007 Bronzemedaille bei der U20-Weltmeisterschaft
- 2024 Stanley-Cup-Gewinn mit den Florida Panthers

## Karrierestatistik

### International
Vertrat die USA bei:
| - World U-17 Hockey Challenge 2005 - U20-Junioren-Weltmeisterschaft 2007 - U20-Junioren-Weltmeisterschaft 2008 | - Weltmeisterschaft 2009 - Weltmeisterschaft 2010 - Weltmeisterschaft 2012 |

(Legende zur Spielerstatistik: Sp oder GP = absolvierte Spiele; T oder G = erzielte Tore; V oder A = erzielte Assists; Pkt oder Pts = erzielte Scorerpunkte; SM oder PIM = erhaltene Strafminuten; +/− = Plus/Minus-Bilanz; PP = erzielte Überzahltore; SH = erzielte Unterzahltore; GW = erzielte Siegtore; 1 Play-downs/Relegation; Kursiv: Statistik nicht vollständig)